# 1949–1950-es magyar jégkorongbajnokság
A 13. első osztályú jégkorongbajnokságban négy csapat indult el. A csapatok közül kettő szezon közben nevet változtatott. A Ferencváros február 15-étől ÉDOSZ-ként, az MTK február 26-ától Textilesként szerepelt.
A mérkőzéseket 1950. január 12. és február 28. között rendezték meg a Városligeti Műjégpályán. A bajnokságot egy pontot veszítve a Meteor Mallerd csapata nyerte meg. A második helyen azonos pontszámmal végzett a Textiles és az ÉDOSZ. Közöttük a sorrendet egy külön mérkőzésen döntötték el, melyen a Textiles szerezte meg az ezüstérmet.

## OB I. 1949–1950
|    | Csapat         | M | GY | D | V | GK    | Pont |
| -- | -------------- | - | -- | - | - | ----- | ---- |
| 1. | Meteor Mallerd | 6 | 5  | 1 | 0 | 32–15 | 11   |
| 2. | Textiles       | 6 | 3  | 0 | 3 | 31–20 | 6    |
| 3. | ÉDOSZ          | 6 | 2  | 2 | 2 | 19–19 | 6    |
| 4. | Bp. Postás     | 6 | 1  | 1 | 5 | 14–42 | 1    |

mérkőzés az ezüstéremért: Textiles - ÉDOSZ  5–3

## A Meteor Mallerd bajnokcsapata
Búza István, Erdész György, Gazdik Alajos, Halász Zoltán, Kenderesi Balázs, Martinuzzi Béla, Messinger Gábor, Molnár Tibor, Pásztor György, Tárai, Tichy Lajos, Tóbiás Tibor, Újfalussy Ervin, Újfalussy Róbert
Edző: id. Czerva László

## OB II. 1949–1950
|    | Csapat          | M | GY | D | V | GK | Pont |
| -- | --------------- | - | -- | - | - | -- | ---- |
| 1. | MÉMOSZ          | 8 | 7  | 1 | 0 | –  | 15   |
| 2. | ÉDOSZ II.       | 8 | 5  | 1 | 2 | –  | 11   |
| 3. | EMÉRT           | 8 | 5  | 0 | 3 | –  | 10   |
| 4. | TFSE            | 8 | 1  | 0 | 7 | –  | 2    |
| 5. | Kispesti Postás | 8 | 1  | 0 | 7 | –  | 2    |